# Masato Yamazaki (fotbollsspelare född 1990)
Masato Yamazaki (山﨑 正登 Yamazaki Masato?), född 12 maj 1990 i Saitama prefektur, är en japansk fotbollsspelare.
Yamazaki började sin karriär 2009 i Kashiwa Reysol. Efter Kashiwa Reysol spelade han för Fagiano Okayama, FC Gifu och YSCC Yokohama.